# Ramses I
Ramses I (ca. 1345 a.C. – giugno 1290/1289 a.C.) è stato un faraone della XIX dinastia egizia.

## Origini e carriera

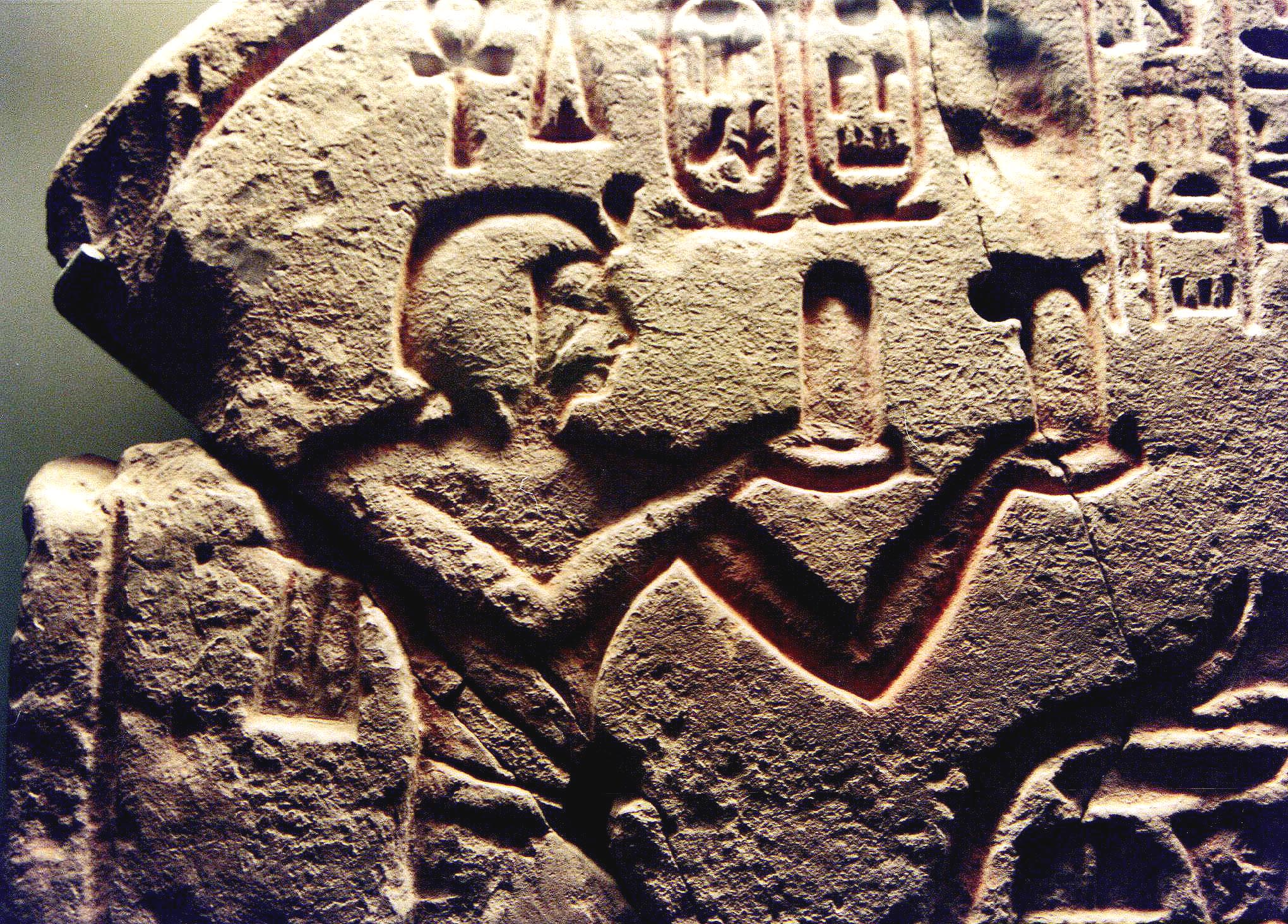
Ramses I in atto di presentare offerte a Osiride. Alland Pierson Museum, Amsterdam.

Originariamente chiamato Paramesse (anche Pramesse, Pramessu o Pramesisu), non era di sangue reale, essendo nato in una famiglia della aristocrazia guerriera oriunda del delta del Nilo, probabilmente della città di Avaris, l'antica capitale degli invasori hyksos e centro del culto di Seth. L'egittologo scozzese Kenneth Kitchen ha stabilito che Ramses sarebbe nato, indicativamente, pochi anni prima di Tutankhamon (1341 a.C.). Era figlio di un comandante di nome Seti, capo degli arcieri. Suo zio, l'ufficiale Khaemuaset, era marito di Tamuadjesi, una parente del viceré di Kush e donna a capo dell'harem di Amon. Questi legami illustrano l'alto lignaggio della famiglia del futuro Ramses I, che incontrò il favore di Horemheb, l'ultimo faraone della tumultuosa e gloriosa XVIII dinastia e anch'egli proveniente dalle file dell'esercito, che lo elevò al rango di visir. Ricoprì inoltre cariche prestigiose quali: Comandante delle truppe, Capo degli arcieri, Capo dei carri di Sua Maestà, Soprintendente della cavalleria, Capo delle fortezze di Sua Maestà, Soprintendente delle Bocche del Nilo, Scudiero di Sua Maestà, Scriba reale, Capo dei giudici, Luogotenente del Re dell'Alto e Basso Egitto, Messaggero del Re per tutti i Paesi stranieri.
Lo stesso Horemheb era stato un nobile senza legami di parentela con la famiglia reale e, partendo dall'esercito, si era fatto strada nella corte come consigliere di Tutankhamon (1333 a.C. - 1323 a.C.) e del suo successore, il vecchio Ay (1323 a.C. - 1319 a.C.), fino a impadronirsi del trono. Senza figli e in età ormai avanzata, al termine del suo regno Horemheb designò ufficialmente Ramses quale proprio erede e successore, presumibilmente per le sue doti di amministratore e la discendenza di cui già godeva (i futuri Seti I e Ramses II).

## Breve regno e morte

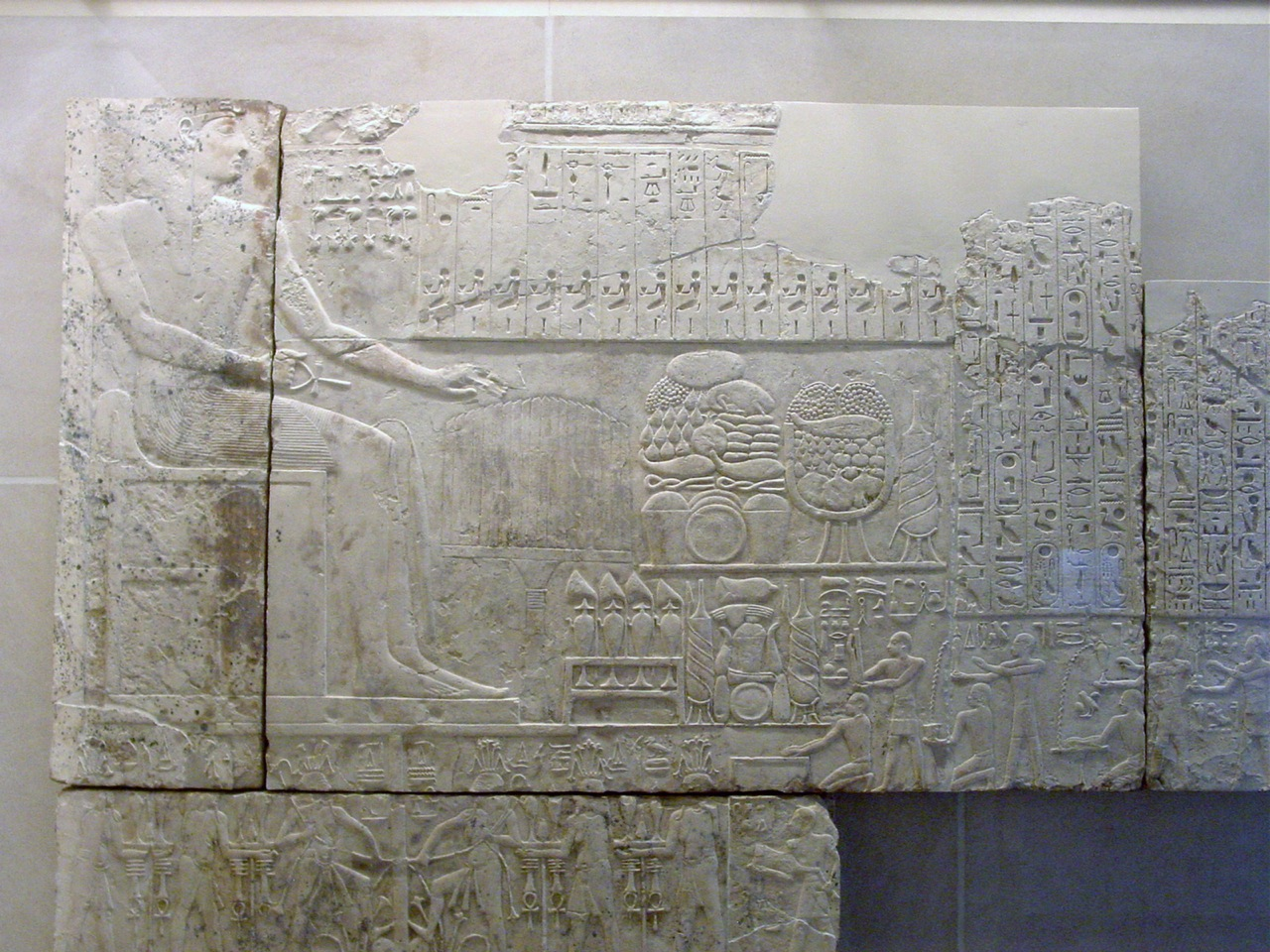
Rilievo proveniente da una cappella edificata da Seti I in memoria di suo padre Ramses I, ad Abido. Metropolitan Museum of Art, New York.

Alla sua accessione al trono, Ramses assunse il nome regale mn-pḥty-r‘, traslitterato Menpehtira, che significa Ra è durevole di forza. È comunque conosciuto con il suo nome di nascita, Ramses (r‘-ms-sw), traducibile come Ra Lo ha generato. Essendo conscio di fondare una nuova dinastia,  il nuovo faraone avrebbe cercato di imitare la titolatura di Ahmose, fondatore della XVIII dinastia, il cui nome regale era Nebpehtira: Ra è Signore della forza.

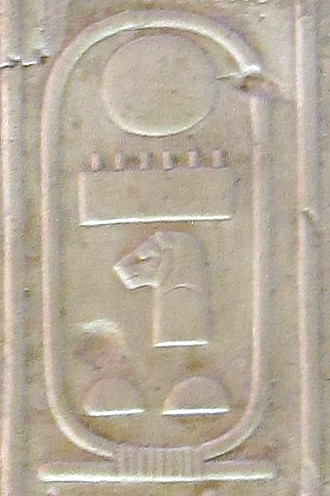
Cartiglio con il nome regale - Menpehtira - di Ramses I nella Lista di Abido. Tempio di Seti I, Abido.

Già anziano quando divenne faraone, designò proprio figlio Seti I, figlio della grande sposa reale, la regina Sitra, come principe ereditario e successore designato allo scopo di garantirne la successione. In questo periodo, Seti fu coinvolto in numerose operazioni militari - in particolare, un tentativo di riconquistare i perduti possedimenti egizi in Siria. Non possediamo alcun documento relativo alla politica estera di Ramses I, che pare si sia dedicato ad attività interne come il completamento del secondo pilone del tempio di Karnak, iniziato sotto Horemheb; Ramses I sovrappose il proprio nome a quello di Horemheb.
Ramses I godette di un regno assai breve, come suggerisce anche la scarsità di monumenti a lui ascrivibili: non ebbe tempo di erigere grandi opere e perfino la sua tomba appare particolarmente piccola e frettolosamente portata a termine. Nei suoi Aegyptiakà, Manetone, frequentemente soggetto a errori cronologici, gli assegna 16 mesi di regno, mentre si hanno testimonianze archeologiche del suo 17º mese: una stele al Louvre (Louvre C57) datata all'anno 2, II peret, giorno 20, ove il faraone ordina l'invio provviste a sacerdoti al tempio di Ptah a Buhen e l'edificazione di una cappella ad Abido.
Seti I edificò una piccola cappella decorata con raffinati bassorilievi alla memoria del suo defunto padre, ad Abido. John Pierpont Morgan donò numerosi di questi rilievi al Metropolitan Museum of Art di New York nel 1911.

## Morte e sepoltura

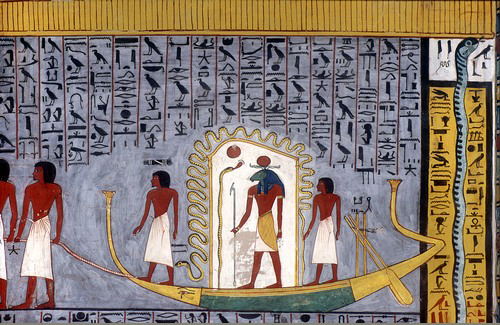
Un'illustrazione del Libro delle Porte, riprodotto sulle pareti della tomba di Ramses I: Ra viaggia attraverso l'oltretomba sulla barca solare (se raffigurato nel mondo dei morti, Ra aveva la testa di ariete). Sia ed Heka lo accompagnano, mentre il benefico serpente Mehen lo protegge.

L'egittologo Jürgen von Beckerath, specialista di cronologia egizia, ha determinato che con ogni probabilità Ramses I morì nel giugno del 1290 a.C., dopo 22 mesi di regno.
Fu sepolto nella Valle dei Re, nella tomba classificata KV16, scoperta da Belzoni nel 1817. La sua sepoltura risulta piuttosto piccola e sicuramente incompleta, certamente a causa della brevità del suo regno, per cui dovette essere inumato prima che i lavori della tomba fossero conclusi: al momento della sua morte, infatti, consisteva di due ripide scalinate e di un corridoio che conduceva a un'anticamera incompleta. I 70 giorni necessari per la mummificazione consentirono di scavare frettolosamente dei vani laterali destinati al corredo funebre; mancando il tempo sufficiente per realizzare rilievi, le mura furono più semplicemente lisciate, stuccate e decorate con pitture raffiguranti il faraone accolto dalle divinità e brani da testi funerari. Anche il suo grande sarcofago in granito rosso non fu del tutto terminato, oltre a essere ricoperto di testi sacri dipinti in colore giallo anziché incisi.

## Le peripezie della mummia reale

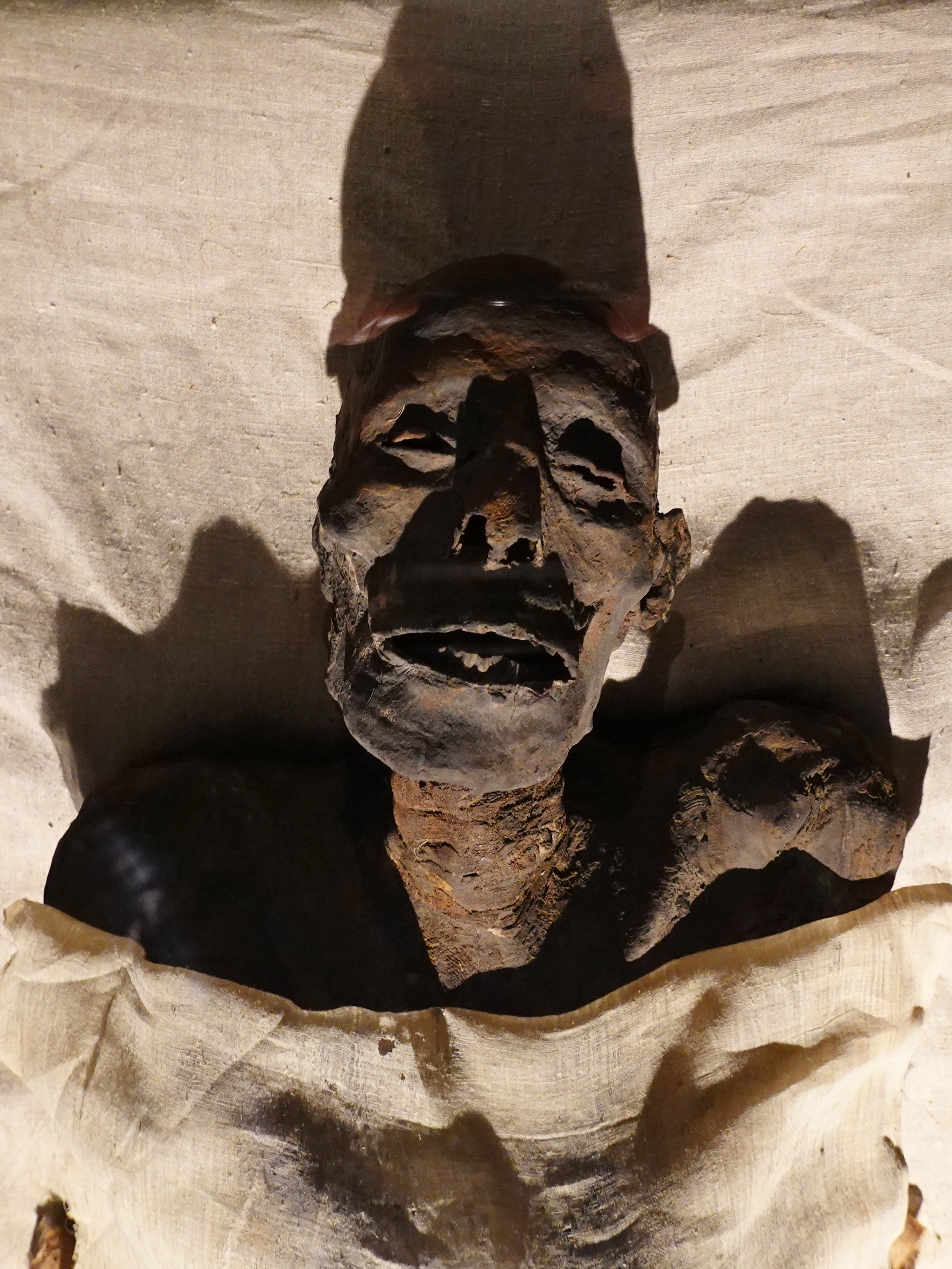
Mummia di Ramses I al Luxor Museum

Nel 10º anno di regno del faraone Siamon, intorno al 970 a.C., più di tre secoli dopo la morte di Ramses I, la sua mummia fu segretamente traslata insieme a quelle dei più grandi faraoni nella tomba, oggi conosciuta come il nascondiglio di Deir el-Bahri (DB320), per opera dei sacerdoti di Amon, che intendevano preservare i resti dei sovrani del passato dalle razzie ormai endemiche nella Valle dei Re. La mummia di Ramses I fu sottratta dal nascondiglio DB320 dalla famiglia di tombaroli Abd el-Rassul e fu ceduta all'uomo d'affari James Douglas, che la acquistò per 7 sterline al mercato di Luxor e la portò fuori dall'Egitto illegalmente nel 1871. Passò di mano in mano e finì prima esposta in Canada e successivamente al Museo di Niagara Falls, senza che nessuno immaginasse l'identità e l'importanza storica del reperto.
Solo nel 1999 si stabilì la regalità delle spoglie e la mummia fu venduta al Museo "Michael C. Carlos" di Atlanta per due milioni di dollari.
Nel 2003 il museo statunitense decise di restituire a titolo gratuito la salma all'Egitto con un atto di donazione firmato dal dottor Zahi Hawass, allora segretario generale del Supremo Consiglio delle Antichità. Così, dopo circa 130 anni di "esilio", i resti del faraone furono trasferiti con onori militari al Museo di Luxor per riposare nella sua terra natia, dopo aver sostato temporaneamente al Museo del Cairo accanto alle mummie del figlio Seti I e del nipote Ramses II.

## Riferimenti biblici
Ramses I è talvolta identificato con il "Faraone dell'oppressione" che nel racconto del Libro dell'Esodo schiavizza il popolo d'Israele emigrato in Egitto 400 anni prima e che, temendo che gli Israeliti stessero diventando troppo numerosi e quindi pericolosi per il proprio regno, ne fa uccidere ogni primogenito. Tale identificazione è ripresa nel film biblico I dieci comandamenti del 1956 di Cecil B. DeMille; interpretato da Ian Keith, nella prima scena del film lo si vede, circondato da sacerdoti e militari, ordinare l'eccidio: decisione che porterà al salvataggio del neonato Mosè dalle acque del Nilo da parte di Bithiah, che nel film è detta essere figlia di Ramses I e sorella di Seti I.
Va considerato che l'avvenimento biblico dell'Esodo non possiede, per gli studiosi di storia delle religioni, un autentico rilievo storico. Se alcuni autori antichi ritennero di datare gli episodi dell'Esodo con la cacciata degli hyksos, i Faraoni semiti allontanati dall'Egitto da Ahmose (circa 1550-1525 a.C.), attualmente gli studiosi ritengono invece che gli eventi dell'Esodo siano soltanto una finzione letteraria ispirata da alcuni sacerdoti all'epoca della deportazione per enfatizzare le proprie caratteristiche religiose.

## Liste reali
| N5 | mn · n | t | F9 · t |

| N5 | mn · n | t | F9 · t |

| N5 | mn · n | t | F9 · t |

| N5 | mn · n | t | F9 · t |

| N5 | mn · n | t | F9 · t |

| N5 | mn · n | t | F9 · t |

| N5 | mn · n | t | F9 · t |

| N5 | mn · n | t | F9 · t |

| N5 | F9 | X1 · X1 | Y5 |

| N5 | F9 | X1 · X1 | Y5 |

| N5 | F9 | X1 · X1 | Y5 |

| N5 | F9 | X1 · X1 | Y5 |

| N5 | F9 | X1 · X1 | Y5 |

| N5 | F9 | X1 · X1 | Y5 |

| N5 | F9 | X1 · X1 | Y5 |

| N5 | F9 | X1 · X1 | Y5 |

## Titolatura
| G5 |

| G5 |

| E1 · D40 | M13 | M23 | t | i | i | Y1 · Z2 |

| E1 · D40 | M13 | M23 | t | i | i | Y1 · Z2 |

| E1 · D40 | M13 | M23 | t | i | i | Y1 · Z2 |

| E1 · D40 | M13 | M23 | t | i | i | Y1 · Z2 |

| E1 · D40 | M13 | M23 | t | i | i | Y1 · Z2 |

| E1 · D40 | M13 | M23 | t | i | i | Y1 · Z2 |

| E1 · D40 | M13 | M23 | t | i | i | Y1 · Z2 |

| E1 · D40 | M13 | M23 | t | i | i | Y1 · Z2 |

| G16 |

| G16 |

| N28 · D36 · Y1 | m&t | M23 | A44 | W19 | i | t · Aa15 · U15 |

| N28 · D36 · Y1 | m&t | M23 | A44 | W19 | i | t · Aa15 · U15 |

| G8 |

| G8 |

| s | mn · n | U32 | Aa11 · M3 | Aa1 | ( | t | D54 | ) |

| s | mn · n | U32 | Aa11 · M3 | Aa1 | ( | t | D54 | ) |

| M23 · X1 | L2 · X1 |

| M23 · X1 | L2 · X1 |

| N5 | mn · n | F9 |

| N5 | mn · n | F9 |

| N5 | mn · n | F9 |

| N5 | mn · n | F9 |

| N5 | mn · n | F9 |

| N5 | mn · n | F9 |

| N5 | mn · n | F9 |

| N5 | mn · n | F9 |

| G39 | N5 |

| G39 | N5 |

| N5 | F31 | s | M23 | G43 |

| N5 | F31 | s | M23 | G43 |

| N5 | F31 | s | M23 | G43 |

| N5 | F31 | s | M23 | G43 |

| N5 | F31 | s | M23 | G43 |

| N5 | F31 | s | M23 | G43 |

| N5 | F31 | s | M23 | G43 |

| N5 | F31 | s | M23 | G43 |